# 8865 Yakiimo
8865 Yakiimo eller 1992 AF är en asteroid i huvudbältet som upptäcktes den 1 januari 1992 av de båda japanska astronomerna Takeshi Urata och Akira Natori vid JCPM Yakiimo Station. Den är uppkallad efter JCPM Yakiimo Station.
Asteroiden har en diameter på ungefär 8 kilometer.